# Рамон Лопес-Пелегрін
Рамон Лопес-Пелегрін (ісп. Ramón López-Pelegrín; 30 серпня 1767 — 21 липня 1841) — іспанський політик, виконував обов'язки державного секретаря країни в січні 1822 року.